# Planalto (Bahia)
Planalto is een gemeente in de Braziliaanse deelstaat Bahia. De gemeente telt 22.151 inwoners (schatting 2009).

## Aangrenzende gemeenten
De gemeente grenst aan Barra do Choça, Bom Jesus da Serra, Caatiba, Nova Canaã, Poções en Vitória da Conquista.